# Belgisch-Turkse betrekkingen
De Belgisch-Turkse betrekkingen zijn de buitenlandse relaties tussen België en Turkije. België heeft een ambassade in Ankara, een consulaat-generaal in Istanbul en twee consulaten in Antalya en İzmir. Turkije heeft een ambassade in Brussel en een consulaat-generaal in Antwerpen. 

## Geschiedenis
De betrekkingen tussen de twee landen begonnen in 1837 met de erkenning van de onafhankelijkheid van België door het Ottomaanse Rijk. De eerste Belgische diplomaat in Istanboel was Alphonse O'Sullivan de Grass de Séovaud (1798-1866), die tijdens een speciale missie in april 1838 een vriendschaps- en handelsverdrag onderhandelde. In 1848 werden permanente diplomatieke betrekkingen tot stand gebracht.

## Politieke relaties
Turkije en België zijn beide lid van de Raad van Europa, de Noord-Atlantische Verdragsorganisatie (NAVO), de Organisatie voor Economische Samenwerking en Ontwikkeling (OESO), de Organisatie voor Veiligheid en Samenwerking in Europa (OVSE), de Wereldhandelsorganisatie (WTO) en de Unie voor het Middellandse Zeegebied. België is lid van de Europese Unie en Turkije is een kandidaat-lidstaat. 
De ongeveer 230.000 Turkse burgers die in België wonen, vormen een belangrijk aspect in de betrekkingen tussen Turkije met België. Ze komen voornamelijk uit het district Emirdağ, dat gelegen is in Afyonkarahisar. 

## Economische relaties
Het handelsvolume tussen Turkije en België is in de loop der jaren toegenomen en bereikte € 3 miljard. In 2006 steeg de Belgische export naar Turkije met 9,4% (€ 1,88 miljard), terwijl de Turkse export naar België met 6,8% (€ 1,06 miljard) toenam in vergelijking met een jaar eerder. België is de zeventiende grootste handelspartner van Turkije.
De Turks-Belgische ondernemingsraad en andere vergelijkbare organisaties geven prioriteit aan het bevorderen van de commerciële banden. Deze raad werd opgericht in 1990. Kleine en middelgrote bedrijven spelen een belangrijke rol in de economieën van Turkije en België.
Er zijn meer dan 200 Belgische bedrijven actief in Turkije. De waarde van Belgische investeringen in Turkije is ongeveer € 300 miljoen. Anderzijds is de investering van Turkse bedrijven in België meer dan € 1 miljard.
In 2008 bezochten meer dan 583.409 Belgische toeristen Turkije.

## Bezoeken
| Gast                                                                         | Gastheer                                              | Plaats van bezoek        | Bezoekdatum                   | Referentie |
| ---------------------------------------------------------------------------- | ----------------------------------------------------- | ------------------------ | ----------------------------- | ---------- |
| Premier Abdullah Gül                                                         | Premier Guy Verhofstadt                               | Brussel                  | 17 februari 2003              |            |
| Premier Guy Verhofstadt                                                      | Premier Recep Tayyip Erdoğan                          | Ankara en Istanbul       | 2 - 4 november 2003           | [ 8 ]      |
| Voorzitter van de Belgische kamer van volksvertegenwoordigers Herman De Croo | Voorzitter van het parlement van Turkije Bülent Arınç | Turkse parlement, Ankara | 28 november - 1 december 2004 |            |
| Minister van Buitenlandse Zaken Karel De Gucht                               | Minister van Buitenlandse Zaken Abdullah Gül          | Ankara                   | 30–31 oktober 2006            |            |
| President Abdullah Gül                                                       | Koning Albert II                                      | Brussel                  | 25-27 maart 2009              | [ 9 ]      |
| Premier Yves Leterme                                                         | Premier Recep Tayyip Erdoğan                          | Ankara                   | 29 - 30 december 2009         | [ 10 ]     |